# Limpe Fuchs
Pour les articles homonymes, voir Fuchs.
Limpe Fuchs est une compositrice et artiste allemande née en 1941 à Munich. De 1962 à 1967 elle fait ses études à l'école supérieure de musique de sa ville natale puis entame en 1968 sa carrière musicale en effectuant plusieurs spectacles multimédias. Plus tard elle fonde divers projets musicaux (Anima, Anima Musica, Anima Sound...), participe à nombre d'autres projets et collabore notamment avec des artistes comme Friedrich Gulda, Paul Fuchs ou le flûtiste américain R. Carlos Nakai.
Utilisant de nombreux instruments de façon plus ou moins conventionnelle, sa posture artistique est toujours résolument tournée vers l'expérimentation.

## Discographie partielle
- Anima : Stürmischer Himmel, 1970
- It's Up To You, Preiser Records, 1974.
- Anima, avec Friedrich Gulda et Hans Rettenbacher, 1975.
- Via, Dom, 1987.
- Muusiccia (Metal/Stones), Streamline, 1993.
- Nur Mar Mus, Streamline, 1999.
- Unterwegs, 2001.
- Pianobody 2002, Seven Legged Spiders & Co., 2006.
- Friedrich Gulda, Midlife Harvest, 2005.
- Vogel Musik, Robot Records, 2007.
- Pianobody 2002, 2006